# Целимонтанские ворота

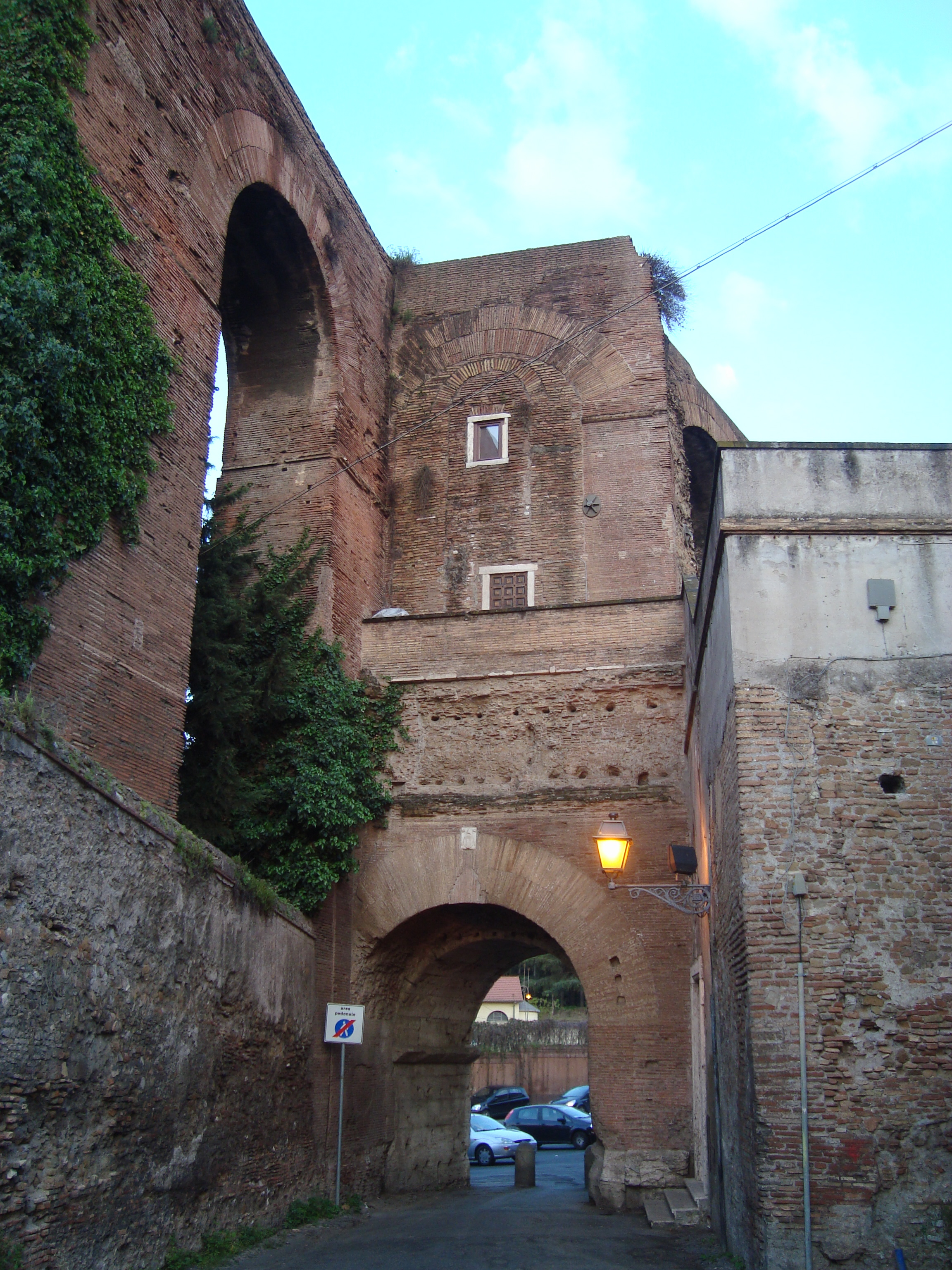
Арка Долабеллы, возможно, являлась Целимонтанскими воротами.

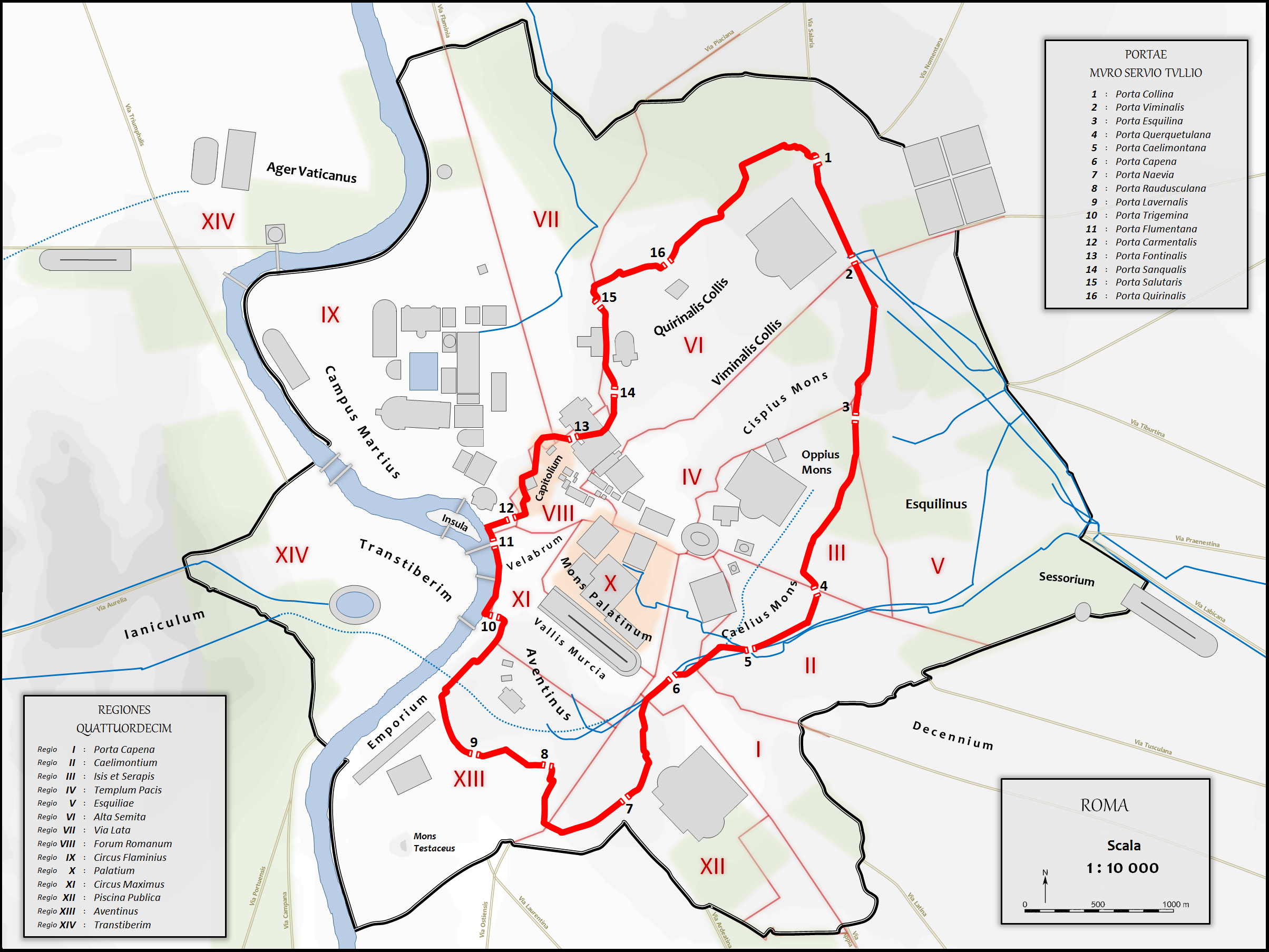
Предполагаемый план Рима. Целимонтанские ворота обозначены цифрой 5.

Целимонтанские ворота (лат. Porta Caelimontana, или Celimontana) — ворота Сервиевой стены на холме Целий (Caelius Mons) в Риме. Сквозь ворота проходила дорога Via Caelimontana. Предполагается, что ворота сохранились до наших дней в качестве арки Долабеллы, или же что на их месте была построена средневековая арка Arcus Basilidis. По всей вероятности, ворота располагались южнее от Эсквилинских ворот.
Во времена принципата Октавиана Августа, ворота были перестроены. Согласно надписям, в районе 10 года нашей эры, во времена консульства Долабеллы и Силана, на предполагаемом месте расположения ворот была построена Арка Долабеллы, однако учёные до сих пор не сходятся во мнении, является ли арка реконструкцией ворот. Арка была объединена с поддерживающей структурой акведука Аква Клавдия, построенного во времена Нерона, что, предположительно, произошло во время перестройки Рима после Великого пожара 64 года.
Во времена Ренессанса проезд сквозь Целимонтанские ворота стал платным. В конце XIX — начале XX столетий с южной стороны ворот были обнаружены римские гробницы.